# Torre medieval de Puzol
La torre medieval de Puzol, monumento registrado como Bien de Interés Cultural, con el código 46.13.205-005 en la Dirección General de Patrimonio Cultural, de la Consejería de Turismo, Cultura y deporte de la Generalidad Valenciana; está ubicada en el municipio del mismo nombre, en la Comunidad Valenciana, en la provincia de Valencia, España.

## Descripción
La torre de Puzol data del siglo XIV y actualmente forma parte de otros edificios que la tapan en parte. Se ubica en el caso antiguo de la población y se construyó con la finalidad de defender y vigilar la localidad ante posibles ataques. Su fábrica es de piedra, teja y ladrillo de barro. Tiene forma de prisma, de base cuadrangular y sus dimensiones son aproximadamente 5,5 metros de ancho por unos 10 de alto.